# Construct Classic
Construct Classic (раніше Scirra Construct) — конструктор двовимірних і тривимірних ігор із відкритим початковим кодом для Windows (використовує DirectX 9).
Construct (як і кросплатформний Game Editor) є відкритою альтернативою популярному пропрієтарному конструктору відеоігор Game Maker.

## Розробка
Подібно до інших продуктів аналогічного призначення, опис ігрового світу в Construct являє собою сукупність об'єктів, з якими можна працювати у режимі WYSIWYG.

### Події та дії
Як і інші подібні продукти, Construct має систему подій (англ. events) та пов'язаних із ними дій (англ. actions).
Однак, на відміну від, таких конструкторів ігор, як Game Maker, Game Editor або Scratch, в яких логіка гри програмується шляхом визначення реакції на події (див. подійно-орієнтоване програмування), тут використовують так звані таблиці подій (англ. event sheets), які є, по суті, представленням діаграм станів, глобальної, спільної для всієї гри, а також пов'язаних з ігровими рівнями (англ. layouts). Таблиці подій редагують у режимі, близькому до drag-and-drop, шляхом вибору подій та дій зі списків.

### Поведінки
Аналогом класичного об'єктно-орієнтованого підходу, керованого подіями, у Construct є механізм поведінок (англ. behaviors). Кожному об'єкту можна призначити одну або декілька поведінок (у термінах ООП, об'єкт успадковує поведінку).
Можливості визначення поведінки через механізм дій або на вбудованому інтерпретаторі мови програмування Python немає. Додаткову поведінку можна описати мовою C++ і підключити як плагін..
Є великий набір готових плагінів.
За допомогою поведінки Bone Behavior можна створювати рухомі ігрові персонажі, які використовують скелетну анімацію.

### Шейдери і спецефекти
Використовуючи технологію DirectX 9, Construct має підтримку багатьох спеціальних ефектів, дозволяє підключати власні піксельні шейдери на HLSL.

### Уроки та сирці
На офіційному сайті та неофіційних фан-сайтах є вдосталь уроків та початкових файлів у форматі .cap. Також у самому інсталяторі Construct Classic вбудовано декілька прикладів (демонстрація фізики, арканоїд на двох, шаблон для TDS,[прояснити] шаблон для RTS), які можна доповнити або використати для власних ігор.

### Python
За допомогою поведінок та подій можна створювати ігри в режимі drag-and-drop, не знаючи жодної мови програмування. Альтернативою для досвідченіших користувачів Construct є написання python-скриптів.

### Unicode
При розробці Construct Classic не використовувався Юнікод, тому переклад як самої програми, так і створених у ній ігор викликає проблеми. У другій версії програми (Construct 2) підтримка Юнікоду є.

## Історія створення та умови розповсюдження
Construct було розроблено групою студентів. Основні члени команди Scirra до цього писали розширення для Multimedia Fusion від Clickteam. Працюючи там, вони зацікавились створенням власного ігрового конструктора. Першою опублікованою версією став Construct 0.8, випущений 27 жовтня 2007 року.
Construct Classic вільно доступний, відповідно до умов GNU GPL версії 2. Його написано на C++, з використанням Microsoft Visual Studio. Використовує фізичний рушій Box2D.
Хоч ліцензія Construct Classic — GNU GPL, її дія не поширюється на створені за його допомогою ігри (і, можливо, неігрові програми). Зокрема, їх можна продавати, не розкриваючи початкового код гри (застосунку).
Починаючи з 2011 року Scirra зосередила зусилля на розробці Construct 2 — подібного до Construct Classic комерційного конструктора HTML5-ігор. Хоча за функціональністю Construct Classic на даний час поступається, на ньому продовжують робити прості ігрові сцени. Розробку Construct Classic передано спільноті.